# Federazione di baseball della Lettonia
La Federazione lettone di baseball (lav. Latvijas Beisbola federācija) è un'organizzazione fondata per governare la pratica del baseball in Lettonia.
Organizza il campionato di baseball lettone, e pone sotto la propria egida la nazionale maschile.